# Phyllocnistis acmias
Phyllocnistis acmias är en fjärilsart som beskrevs av Edward Meyrick 1906. Phyllocnistis acmias ingår i släktet Phyllocnistis och familjen styltmalar. Inga underarter finns listade i Catalogue of Life.